# Епархия Дубровника
Епархия Дубровника (хорв. Dubrovačka biskupija, итал. Diocesi di Ragusa) — католическая епархия латинского обряда в Хорватии с центром в городе Дубровник. Входит в состав митрополии Сплит-Макарска. Латинское название — Dioecesis Ragusinus восходит к историческому имени Дубровника — Рагуза.

## История
Епархия в Рагузе была основана в 990 году. Несмотря на то, что город с VII по XII век находился под властью Византии, он пользовался существенной автономией, был очень тесно связан с латинским миром и исповедовал христианство латинского обряда. В 1120 году епархия была преобразована в архиепархию. После формирования в середине XIV века независимой Дубровницкой республики территория архиепархии совпадала с границами государства. После падения Дубровницкой республики в период наполеоновских войн её территория вошла в состав державы австрийских Габсбургов. В 1828 году статус архиепархии Дубровника-Рагузы был снижен до епархии. С 1969 года епархия Дубровника входит в состав архиепархии-митрополии Сплит-Макарска.

## Статистика
По данным на 2013 год в епархии насчитывалось 76 560 католиков (88,1 % населения), 87 священников и 61 приход. Кафедральный собор Вознесения Девы Марии построен в начале XVIII века после того, как его предшественник был полностью разрушен землетрясением. 24 января 2011 года папой Бенедиктом XVI главой епархии утверждён Мате Узинич, бывший ректором высшей семинарии. Возглавлявший епархию с 1989 по 2010 год епископ Желимир Пулич 15 марта 2010 года назначен на пост Задарского архиепископа.

## Епископы
...
- Панфило Страссольдо
- Джованни Анджело Медичи 14 декабря 1545 — 1 марта 1553
- Себастьяно Портико

...
- Томмазо Едерлиних (Tommaso Jederlinich) 1843—1855
- Йован Заффрон (Jovan Zaffron) 1872—1881
- Матийя Водопич (Matija Vodopic) 1882—1893
- Джузеппе Грегорио Марцелич (Giuseppe Gregorio Marcelic) 1894—1928
- Йосип Мария Царевич (Josip Marija Carevic) 1929—1940
- Павао Буторац (Pavao Butorac) 1942—1966, с 1942 по 1950 как апостольский администратор
- Северин Пернек (Severin Pernek) 1967—1989
- Желимир Пулич (Želimir Puljić) 1989—2010
- Мате Узинич (Mate Uzinić) 2011-